# Hoover-index
A Hoover-index két mennyiségi ismérv területi megoszlásának eltérését méri. A mutató szimmetrikus: a két összevetett megoszlás szerepe, sorrendje felcserélhető. 
A gazdaságföldrajzi területi kutatásokban leggyakrabban a népesség területi eloszlásával vetjük össze különféle társadalmi-gazdasági tartalommal bíró mennyiségi ismérvek eloszlását.

## Képlete
{\displaystyle h={\frac {\sum _{i=1}^{n}|x_{i}-f_{i}|}{2}}},
ahol xi és fi az azonos felosztáson értelmezett két megoszlási viszonyszámot jelenti.
- h értékét százalékos formában szokás kifejezni (%)

- Értékkészlete: 0 ≤ h ≤ 100

Abban az esetben ha a Hoover-index értéke 0, akkor a két jelenség egyformán oszlik meg a vizsgált területegységek között, ha pedig az értéke 100, akkor a két jelenség egymástól teljesen elkülönül.
Ha a megoszlási viszonyszámokat a részek és az egész jellemző mennyiségei hányadosaként írjuk fel,
{\displaystyle x_{i}={\frac {X_{i}}{X_{\text{összes}}}}={\frac {X_{i}}{\sum _{i=1}^{n}X_{i}}}}
és 
{\displaystyle f_{i}={\frac {F_{i}}{F_{\text{összes}}}}={\frac {F_{i}}{\sum _{i=1}^{n}F_{i}}}},
akkor
{\displaystyle h={\frac {1}{2}}\sum _{i=1}^{n}\left|{\frac {{X}_{i}}{{X}_{\text{összes}}}}-{\frac {{F}_{i}}{{F}_{\text{összes}}}}\right|}.

## Alkalmazása
Összességében elmondható, hogy a Hoover-index a legtöbbször használt területi egyenlőtlenségi mutató, melyet az amerikai agrárközgazdász, E. M. Hoover használt először 1941-ben. Elképzelésének lényege, hogy az egyik vizsgált ismérv, vagy társadalmi-gazdasági jelenség mennyiségének mekkora hányadát, illetve hány százalékát kell átcsoportosítani ahhoz, hogy a területi megoszlása a másik jellemzőével azonos legyen. Leggyakoribb példa a felhasználásra a népesség eloszlása és a sokfajta társadalmi-gazdasági tartalommal bíró mennyiségi ismérvek eloszlásának összevetése.
A Hoover-indexet nemcsak két területi jellemző megoszlásának összevetésére, hanem térbeli megoszlások időbeli változásának mérésére is használhatjuk (ekkor a két megoszlási viszonyszám az adott jellemző kezdő illetve végső időpontbeli adatsora). Ha ilyen jellegű számításkor a nevezőben 2t szerepel (ahol t az időszak hosszát jelenti években), akkor az egy évre eső átlagos területi eloszlás változásra kapunk értéket. Ez akkor jöhet szóba, ha összehasonlító elemzésekben különböző hosszúságú időszakok változásait szeretnénk összevethetővé tenni. Ugyancsak összehasonlító vizsgálatok esetében jöhet szóba az a módosítás is, amikor a nevezőben 2n szerepel (n a területegységek száma), ekkor egy adott jelenségnek (például a népességnek) az egy területegységre eső eloszlásváltozását méri a mutató. Ha különböző országok területi egyenlőtlenségeit vizsgáljuk, így enyhíthető a területegységek eltérő számából adódó aggregációs torzítás.

## Speciális verziói
Robin Hood-index: a jövedelem és a népesség területi egyenlőtlenségeinek mérésére szolgál. Ez esetben a képletben szereplő xi az i terület részesedése százalékban az összjövedelemből, fi pedig az i terület részesedése százalékban az össznépességből.
Az elnevezés mögött a következő gondolat áll: vajon az összjövedelem hány százalékát kell elvenni a gazdagoktól (az átlag fölötti jövedelemmel rendelkezőktől) és odaadni a szegényeknek (az átlag alatti jövedelemmel rendelkezőknek) ahhoz, hogy kiegyenlítődjenek a jövedelmi különbségek a vizsgált területegységek között, vagyis az egy lakosra jutó jövedelem minden területegységben azonos, az átlaggal egyenlő legyen. Ebben a hipotetikus esetben az index értéke 0. Viszont minél nagyobb a kapott érték, annál jelentősebb a jövedelem és a népesség területi eloszlásának eltérése, azaz a területi jövedelemegyenlőtlenség. Mivel  a jövedelemvizsgálatok esetében értelmetlen, hogy valamely csoport vagy területegység népességaránya 0 legyen, a Robin Hood-index maximális értéke nem 100, hanem 100–min {fi}. (A jövedelemkiegyenlítés mögött természetesen nem csak a „sherwoodi” – tartósan aligha életképes – módszer állhat, hanem a valóságos jövedelmi felfelé-mobilitás és a térbeli migráció is.)
A településszociológia is ezen az alapon különíti el és elemzi a társadalmi csoportok térbeli koncentrálódását, egymástól való lakóhelyi elkülönülését. Disszimilaritási indexnek nevezzük abban az esetben, ha két népességcsoport területi elhelyezkedésének különbségét mérjük vele.
A szegregáció statisztikai értelmezése szerint két társadalmi csoport között akkor nincs szegregáció, ha a két csoport mindegyik területi egységben azonos arányban van jelen. Minden más esetben a két csoport valamilyen mértékű szegregációjával van dolgunk. A disszimilaritási index tehát azt mutatja meg, hogy mennyiben tér el a két népességcsoport területi elhelyezkedése a szegregáció mentes elrendezéstől. Szegregációs indexnek hívjuk ellenben e formulát abban az esetben, ha egy kiválasztott népességcsoport területi elhelyezkedését nem egy másik, sajátos jellemzőkkel bíró népességcsoportéhoz viszonyítjuk, hanem a helyi társadalom adott csoporton kívüli teljes egészéhez. Ekkor tehát az index azt mutatja meg, hogy egy adott népességcsoport területileg mekkora mértékben szegregálódik a teljes lakosságon belül.
Lényegében teljes azonos jellegű a Hoover-index-szel a manapság a közgazdasági szakirodalomban sok helyütt, általában két területegység, régió foglalkoztatási szerkezetének, ipari struktúrájának stb. összehasonlítására használt Krugman-index, amelyben azonban a megoszlások abszolút különbségeinek összegét nem osztják 2-vel. Ennek eredményeképpen a mutató maximális értéke 200 lehet.

## Lásd még
- Gini-index